# Pagani
Pagani és un municipi italià, situat a la regió de Campània i a la província de Salern. L'any 2004 tenia 34.775 habitants.